# 基希霍斯特湖

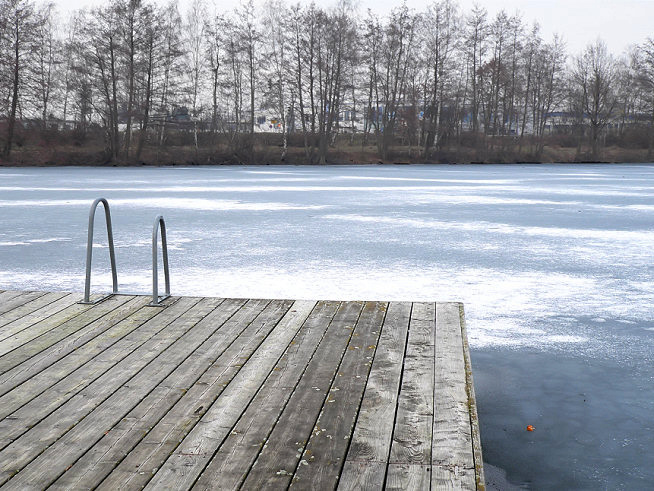

52°26′8″N 9°53′3″E / 52.43556°N 9.88417°E
基希霍斯特湖（德語：Kirchhorster See），是德國的湖泊，位於該國西北部，由下薩克森州負責管轄，處於伊森哈根，該湖泊長0.4公里，面積0.04平方公里，最大水深7.5米。